# Along Came a Spider (album)
Along Came a Spider è il venticinquesimo album in studio di Alice Cooper, pubblicato negli Stati Uniti il 29 luglio 2008.

## Il disco
Il disco, un concept album, narra la storia di Spider, un serial killer che avvolge le sue vittime nella seta prima di ucciderle, di cui viene ritrovato il diario. Analizzato dalla polizia, il diario mostrerà gli sconcertanti omicidi del protagonista. L'obiettivo di Spider è quello di collezionare otto gambe (sottratte alle sue vittime) per "creare" un ragno. La situazione si complica, però, nel momento in cui il killer si innamora della sua ottava vittima e non riesce ad ucciderla.
All'album hanno partecipato svariati musicisti tra cui Slash (chitarra in "Vengeance Is Mine") e Ozzy Osbourne (armonica in "Wake the Dead").

## Tracce
1. Prologue - I Know Where You Live (Cooper, Saber, Hampton) - 4:22
2. Vengeance Is Mine (Cooper, Slash, Saber, Hampton) - 4:26
3. Wake the Dead (Cooper, Osbourne, Saber) - 3:54
4. (In Touch With Your) Feminine Side (Cooper, Garric, Johnson, Kelli) - 3:16
5. Catch Me If You Can (Cooper, Saber, Hampton) - 3:16
6. Wrapped in Silk (Cooper, Saber, Hampton) - 4:17
7. Killed by Love (Cooper, Garric, Bacchi, Kelli)- 3:35
8. I'm Hungry (Cooper, Saber, Hampton) - 3:58
9. The One That Got Away (Cooper, Kelli, Lane) - 3:22
10. Salvation (Cooper, Saber, Hampton, Fowler) - 4:36
11. I Am the Spider - Epilogue (Cooper, Saber, Hampton) - 5:21

## Componenti
- Alice Cooper - voce
- Danny Saber - chitarra (tracce 1,2,3,5,6,7,8,10 and 11); Slide Guitars (4); ebow (4); basso (1,3,6,8,10 and 11); piano (7); tastiere (1,3,6,7,8,10 and 11); sintetizzatori (4); arrangiamenti (10 and 11)
- Greg Hampton - chitarra (2,4,6,8,9 and 11); basso (4); tastiere (4,9 and 11); cori (1,2,3,4,6,8 and 11); arrangiamenti (2, 11)
- Keri Kelli - chitarra (5,7, 9)
- Jason Hook - chitarra (5)
- Slash - chitarra (2)
- Whitey Kirst - chitarra (8)
- Chuck Garric - basso (2,7, 9); cori (2)
- Eric Singer - batteria (1,2,4,5,6,7,9, 11)
- David Piribauer - batteria (8, 10)
- Steffen Presley - organo B3 (6)
- Ozzy Osbourne - armonica (3) (non accreditato)
- Bernard Fowler - cori (1,3,4,5,6,7,8,9,10, 11)
- Calico Cooper - cori (5); parlato (9)